# Andrej Żiwkow
Andrej Stefanow Żiwkow (bułg. Андрей Стефанов Живков; ur. 8 maja 1971 w Botewgradzie) – bułgarski menedżer i inżynier elektryk, w 2021 minister energetyki.

## Życiorys
Ukończył szkołę techniczną w Kiustendile, a w 1996 studia z inżynierii elektrycznej na Uniwersytecie Technicznym w Sofii. Kształcił się podyplomowo z zarządzania na Uniwersytecie Gospodarki Narodowej i Światowej i na Nowym Bułgarskim Uniwersytecie, w 2012 uzyskał magisterium z ekonomii. Od 1996 do 2012 pracował w sektorze energetycznym (w Elektrorazpredelenie Stoliczno i następnie CZEZ Razpredelenie Byłgarija), zajmując stanowiska dyrektorskie. Był też członkiem rady nadzorczej i przewodniczącym rady dyrektorów bułgarskiego operatora systemu elektroenergetycznego Elektroenergien sistemen operator. W maju 2021 powołany na urząd ministra energetyki w przejściowym gabinecie Stefana Janewa. Pozostał na tym stanowisku w utworzonym we wrześniu 2021 drugim technicznym rządzie tego samego premiera. Pełnił tę funkcję do grudnia tegoż roku.